# ヴォイスミツシマ
『ヴォイスミツシマ』は、NHKラジオ第1放送の音楽番組・トーク番組。パーソナリティは満島ひかり。

## 概要
2022年8月18日の22:05 ｰ 22:55にパイロット版を放送。2023年4月9日より、毎週日曜日 15:05 ｰ 15:55にレギュラー放送を開始（大相撲中継・高校野球などで休止の日あり）。
満島はFolder→Folder5時代から、歌手・ミュージシャン、女優と幅広い活動を行っているが、この番組ではその満島が造詣を持つ「音の世界」について、様々な音楽家や音の達人などをゲスト（レギュラー化後は原則として前後編2回を1セット）に迎えたセッションを行うのをはじめ、これまで共演したミュージシャン・俳優との交友録・エンターテインメントの最新情報について語るコーナーも予定されている。なお、ゲストコーナーの箇所は基本的に収録となっているが、大相撲・春夏の高校野球や、大型連休中の休止期間を挟む場合にはゲストを1回完結にする場合や、満島によるワンマントーク（ひとりヴォイス）とすることもまれにあり、その時に全編を生放送する場合もある。

## ゲスト
（特記無き場合、レギュラー放送時間帯でのアンコール回を除く）
パイロット版
- スタジオゲスト：角銅真実（音楽家）[3]
- ヴォイスゲスト：佐藤健、滝沢カレン[3]

レギュラー版
1. YO-KING（前編）
2. （同後編）
3. 三浦大知（元Forderのメンバーメイト　前編）
4. （同後編）+縣秀彦
三浦をゲストに迎えた回は2023年5月4・5日21時30分から22時20分にNHK-FM放送にてアンコール放送
5. 浜田真理子（前編）
6. （同後編）
7. 田中麻記子（番組ホームページのビジュアル画を担当）
G7広島サミット報道特番体制のため、予定より2時間繰り上げて13時05分ごろ から13時55分に生放送
8. （満島によるひとりヴォイス）
9. 林家正蔵（前編）
10. （同後編）
11. Chara（前編）
12. （同後編）
13. 荒井良二（前編）
14. （同後編）
15. （満島によるひとりヴォイス）
16. （同上）
レギュラー化後初の全編生放送
17. ディーン・フジオカ（前編）
18. （同後編）
19. （満島によるひとりヴォイス）
2回目の全編生放送
20. クリス智子（前編）
21. （同後編）
22. Locky Lo
23. 満島みなみ（ひかりの実の妹）
NHK鹿児島放送局から3回目の全編生放送
24. SOIL&"PIMP"SESSIONS（コメントゲスト）
25. （満島によるひとりヴォイス）
4回目の全編生放送
26. キヨサク（モンゴル800　前編）
27. （同後編）
28. （満島によるひとりヴォイス）
5回目の全編生放送
29. 武部聡志
30. 竹村武司
6回目の全編生放送
31. 坂元裕二
7回目の全編生放送
32. 中村佳穂
大晦日スペシャル。14:05頃から2時間生放送の14時台[5]
33. マツコ・デラックス
同15時台[5]
34. （同上）
大晦日スペシャル未放送部分の再編集
35. 中嶋朋子
8回目の全編生放送
36. （同上）
生放送終了後の追加収録分
37. 友部正人（前編）
38. （同後編）
39. 坂本美雨（前編）
40. （同後編）
41. 渋谷毅
42. 選曲・社長(SOIL&“PIMP”SESSIONS)
この回から4月放送の4回分は基本的にスタジオゲストなしの実質「ひとりヴォイス」形式であり、満島にゆかりのある人物・関係者がコメントゲストと選曲をする新形式を行った。
43. 選曲・岩崎太整
44. 選曲・大沢伸一(MONDO GROSSO)
45. 選曲・角張渉（カクバリズム代表）
46. 小室哲哉
47. 選曲・小室哲哉
48. 内田也哉子
49. 選曲・内田也哉子
50. （満島によるひとりヴォイス）
51. 小泉今日子（前編）
52. （同後編）
53. 又吉直樹（前編）
54. （同後編）
55. 佐内正史
9回目の全編生放送（2024年初）
56. （満島によるひとりヴォイス）
57. 野木亜紀子（前編）
58. （同後編）
59. 小林聡美（前編）
60. （同後編）
61. 大沢伸一（前編）
62. （同後編）
63. （満島によるひとりヴォイス）
64. （同上）
65. （同上）
66. （同上）
67. ゲッターズ飯田
68. 渡邉季穂・MICHIRU（前編）
69. （同後編）
70. 伊集院光
年末2時間スペシャルの15時台[5]
71. 角銅真実
年末2時間スペシャルの16時台[5]